# ليندسي غالو
ليندسي غالو (بالإنجليزية: Lindsey Gallo)‏ هي منافسة ألعاب القوى أمريكية، ولدت في 29 نوفمبر 1981.

## وصلات خارجية
- ليندسي غالو على موقع الاتحاد الدولي لألعاب القوى (الإنجليزية)
- ليندسي غالو على موقع الدوري الماسي (الإنجليزية)